# مؤسسه چاپ و انتشارات آستان قدس رضوی
مؤسسه چاپ و انتشارات آستان قدس رضوی به عنوان اولین مؤسسه فرهنگی آستان قدس رضوی بعد از پیروزی انقلاب و در سال ۱۳۶۲ تأسیس و در زمانی اندک توانست جایگاه خود را به عنوان مؤسسه چاپ در کشور پیدا کند. این مؤسسه در طول بیش از سی و پنج سال فعالیت خود، در حوزه چاپ توانسته مسیر توسعه و پیشرفت را هر ساله به سرعت بپیماید. آنطور که در سال ۱۳۶۴ چاپخانه افست این مرکز فعالیت خود را آغاز کرد و تنها پس از گذشت یک دهه از آغاز فعالیت، در اوایل دهه هفتاد، با تجهیز چاپخانه مؤسسه به یک دستگاه ماشین چاپ دو رنگ و مجموعه سیستم‌های صحافی کتاب، نخستین گام توسعه چاپخانه برداشته شد. همچنین واحد چاپ صنعتی این مؤسسه با نصب و بهره‌برداری از دو دستگاه پیشرفته چاپ فلسکو، از سال ۱۳۷۶ فعالیت خود را آغاز کرده‌است. تحولات فرهنگی و اقتصادی آستان قدس رضوی با ملاحظه سند چشم‌انداز ۲۰ ساله آن، توسعه عمیق‌تر مؤسسه را به‌طور جدی ضروری می‌ساخت و همین مسئله باعث شد که گام بعدی، گامی بزرگ‌تر باشد. چاپ و صحافی قرآن کریم، آن هم با بالاترین سطح کیفیت و در شمارگان بالا به منظور برآوردن نیاز زائران حرم حضرت رضا (ع) و همچنین دیگر کشورهای اسلامی، هدفی بسیار بزرگ بود که باعث گردید در چهاردهم آذرماه ۱۳۸۸ مرکز بین‌المللی چاپ و نشر قرآن کریم تأسیس شود. پیش از تحقق این هدف بزرگ، تجهیز چاپخانه به ماشین آلات پیشرفته و مدرن از مهم‌ترین زیرساخت‌های مورد نیاز بود.

## تاریخچه چاپ و انتشارات آستان قدس رضوی
توجه به مسئله چاپ کتاب در آستان قدس رضوی، آن هم ۱۴۵ سال پیش، نشان می‌دهد متولیان این آستان، از سده‌های قبل، دغدغه چاپ و نشر کتاب‌های مورد نیاز آستان قدس و افزون بر آن، چاپ و نشر کتاب به عنوان یک کالای مهم فرهنگی را مورد توجه قرار داده‌اند. در اسناد موجود از «دارالطبع رضوی» با عنوان‌هایی نظیر «کارخانه چاپ آستانه حضرت رضویه»، «کارخانه آستانه مقدسه رضوی»، «دارالطباعه آستان قدس» و مانند آن یاد می‌شود. محل این چاپخانه در صحن نو (صحن آزادی فعلی) قرار داشت و تا سال ۱۳۰۵ شمسی به فعالیت خود ادامه داد. پس از انقلاب، به دستور تولیت آستان قدس رضوی نخستین مؤسسه فرهنگی با هدف چاپ و انتشار تعالیم وحیانی قرآن و معارف مکتب نورانی اسلام، در این نهاد در آذرماه ۱۳۶۲ شمسی با عنوان مؤسسه چاپ و انتشارات آستان قدس رضوی تأسیس و این اقدام منجر به ورود جدی این آستان به صحنه چاپ و نشر کتاب در چند دهه اخیر شد.
فرزانه مدیر عامل مؤسسه چاپ و انتشارات در مصاحبه‌ای تصریح می‌کند: امروزه به همت مؤسسه چاپ و انتشارات آستان قدس رضوی، خدمات مربوط به مشاوره‌های کمی، کیفی و طراحی محصول و همچنین انجام پروژه و تأمین مواد مصرفی در حوزه محصولات چاپی در عرصه‌های منطقه‌ای، ملی و فراملی برای عموم مشتریان قابل انجام است.
در سال ۱۳۸۸ با افتتاح مرکز بین‌المللی چاپ و نشر قرآن کریم به یکی از چاپخانه‌های کشور و منطقه در زمینه چاپ قرآن و سایر کتب تبدیل گردید.
مدیرعامل مؤسسه چاپ و انتشارات آستان قدس رضوی با اشاره به اینکه ترجمه قرآن کریم در آستان قدس به دو زبان انگلیسی و اردو در سطح بین‌المللی انجام می‌شود، ابراز کرد: اساتید ترجمه قرآن کریم همچون مکارم شیرازی، رسولی محلاتی، الهی قمشه‌ای، مشکینی، غلامعلی حداد عادل ترجمه فارسی و علی برائی ترجمه انگلیسی این قرآن‌ها را انجام داده‌اند.
این مرکز که با هدف انتشار قرآن کریم با کیفیت خوب و شمارگان بالا به منظور بهره‌برداری از قرآن و در راستای تأمین نیازهای معرفتی جهان اسلام شکل گرفته، به تکنولوژی مناسبی در صنعت چاپ دنیا مجهز بوده و در سه واحد پیش از چاپ، چاپ و صحافی تجهیز و ساخته شده‌است. شایان ذکر است این چاپخانه قادر به چاپ قرآن‌های هشت رنگ با کیفیت مناسب تجلید است که برای نخستین بار در کشور از سیستم‌های پیشرفته و تمام اتوماتیک صحافی جلد نازک و جلد سخت با سرعت زیاد استفاده می‌کند.
در این انتشارات خدمات تکمیلی، حوزه بسته‌بندی، چاپ دیجیتال و چاپ بنر آماده بهره‌برداری می‌باشد که قابلیت انجام کلیه خدمات پیش از چاپ، چاپ و پس از چاپ و تأمین جامع نیازهای شرکت‌ها و موسسات علمی فرهنگی، صنعتی، هنری و اجتماعی و سایر مشتریان را دارا می‌باشد.

## انتشارات آستان قدس
بخش انتشارات به یمن وجود امکانات فرهنگی غنی از جهت دسترسی به منابع تحقیق، گام‌های نخستین را استوار و سریع و پرثمر برداشته است. این بخش، از همکاری‌های علمی جمعی کثیر از دانشگاهیان، صاحبنظران و اساتید حوزه در گروه‌های تخصصی زیر بهره‌مند است:
- گروه تخصصی معارف اسلامی
- گروه زبان و ادبیات فارسی و زبان‌شناسی
- گروه تاریخ
- گروه جغرافیا
- گروه مهندسی
- گروه علوم
- گروه زبان‌های خارجی
- گروه روان‌شناسی اسلامی
- گروه پزشکی
- گروه ویرایش
- گروه نوسوادان
- گروه کشاورزی
- مرکز بحارالانوار